# Alanteenjärvi (sjö, lat 64,73, long 30,02)
Alanteenjärvi är en sjö i Finland. Den ligger i kommunen Suomussalmi i landskapet Kajanaland, i den östra delen av landet, 600 km nordost om huvudstaden Helsingfors. Alanteenjärvi ligger 218,3 meter över havet. Den ligger vid sjön Pieni Murhijärvi. Den är 14,8 meter djup. Arean är 28,4 hektar och strandlinjen är 3,51 kilometer lång. Sjön  ingår i Uleälvens huvudavrinningsområde. 